# Talwāra
Talwāra är en ort i Indien.   Den ligger i distriktet Hoshiarpur och delstaten Punjab, i den norra delen av landet, 400 km norr om huvudstaden New Delhi. Talwāra ligger 356 meter över havet och antalet invånare är 24 752.
Terrängen runt Talwāra är varierad. Runt Talwāra är det tätbefolkat, med 427 invånare per kvadratkilometer. Talwāra är det största samhället i trakten. Trakten runt Talwāra består till största delen av jordbruksmark.